# Quatuor Endellion
Le Quatuor Endellion est un quatuor à cordes britannique fondé en 1979 et dissous en 2021.

## Historique
Le Quatuor Endellion (Endellion Quartet en anglais) est un quatuor à cordes créé à Londres en 1979, qui emprunte son nom au village anglais de St Endellion en Cornouailles,.
Les membres fondateurs de l'ensemble sont les violonistes Andrew Watkinson et Louise Williams, l'altiste Garfield Jackson et le violoncelliste David Waterman.
Dès l'année de sa fondation, le quatuor remporte le 2d prix du Concours international de Portsmouth, derrière le Quatuor Takács, ainsi que le prix du public. L'année suivante, leur saison est déjà riche de cent trente concerts. La formation bénéficie des conseils de Siegmund Nissel, du Quatuor Amadeus, Sándor Végh et Hans Keller.
Depuis 1991, Endellion est quatuor en résidence de l'Université de Cambridge.
En 1996, la formation est lauréate du prix du meilleur ensemble de musique de chambre décerné par la Royal Philharmonic Society.
Côté répertoire, le Quatuor Endellion donne notamment en concert l'intégrale des quatuors de Beethoven au Metropolitan Museum de New York et enregistre le cycle pour Warner.
Les membres de l'ensemble annoncent que leur saison 2019-2020 sera la dernière mais leurs concerts d'adieu ne peuvent se dérouler en raison de la pandémie de Covid-19. En 2021, le quatuor décide de cesser ses activités.

## Membres
Les membres de l'ensemble étaient, :
- premier violon : Andrew Watkinson, qui joue un violon José Contreras du XVIIe siècle[4] ;
- second violon : Louise Williams (1979-1984), James Clark (1984-1986), Ralph de Souza (à partir de 1986) ;
- alto : Garfield Jackson ;
- violoncelle : David Waterman, qui joue un violoncelle G. B. Guadagnini, qu'il partage avec son ami Steven Isserlis[4].

## Créations
Le Quatuor Endellion est le créateur de plusieurs œuvres, de Thomas Adès (Arcadiana, commande, 1994), John Foulds (Quatuors nos 9 et 10), Robin Holloway (Quatuor, 2003 ; Quartettino 2, 3, 4, 5 et 6, 2009), Colin Matthews (Quatuor no 2, 1990) et David Matthews (Quatuor no 4, 1981), notamment,.

## Discographie
En quarante ans de carrière, le Quatuor Endellion a réalisé de nombreux enregistrements pour les labels EMI et Virgin Classics (Warner) et BBC Music ; certains réédités chez Brilliant Classics. Leur legs discographique comprend des œuvres de compositeurs britanniques tels Frank Bridge, Benjamin Britten, John Foulds, Edmund Rubbra, Ralph Vaughan Williams, William Walton et Thomas Adès, ainsi que des partitions de Haydn, Mozart, Beethoven, Béla Bartók, Bohuslav Martinů, Tchaïkovski, Amy Beach et Samuel Barber.